# Бомбардиране на Ватикана
Ватиканът е бомбардиран два пъти през Втората световна война. Първият случай е на вечерта на 5 ноември 1943 г., когато самолет пуска 4 бомби в района югозападно от базиликата Свети Петър. Второто бомбардиране е в същия час на 1 март 1944 г. на външната граница на града.